# Señal 1
Señal 1, también conocido como "Señal 1 Satelital" o "Señal 1 TV” fue un desaparecido canal de televisión uruguayo. Fue fundado aproximadamente el 26 de noviembre de 1997 por el contador Nelson García Barboza.

## Historia
Se estima que el canal fue fundado el 26 de noviembre de 1997 por el señor Nelson García Barboza.
El 26 de octubre de 2001, el fundador del canal transfirió la totalidad de las acciones de la sociedad anónima Yinka (controladora de la señal), al dueño y director de ese entonces del Multimedio Plural (actual Multimedio La República), Federico Fasano Mertens.
El día 5 de agosto de 2002, luego de un perdón otorgado a Señal 1 para que pueda seguir transmitiendo en TVC durante el período del Mundial Corea-Japón de ese año, a las 0:00 del día anteriormente mencionado, el cableoperador retiró la señal. Posterior a este suceso, la titularidad de la señal fue devuelta a manos del señor Nelson García Barboza.
Finalmente, en medio de la gran crisis económica que vivía Uruguay, a finales de 2002, el canal cesó sus transmisiones.

## Programación

### Transmisiones especiales
Se sabe que Señal 1 también supo hacer transmisiones especiales, todas hechas en conjunto con el canal estatal uruguayo TVEO. Éstas fueron:
- Elecciones 1999
- Premios Tabaré (ediciones de 1999, 2000 y 2001)
- Mundial Corea-Japón 2002[3]

## Censura

### El caso TVEO
En diciembre de 2001, y en el marco de los Premios Tabaré de ese año, los que transmitió Señal 1 en conjunto con el canal estatal (ver sección anterior de este artículo). Esto ocurrió en esa ocasión según reza un artículo periodístico de ese entonces:

(...) (Federico) Fasano comenzó su alocución y dijo que no iba a improvisar. Papeles en mano, comenzó una lectura detallada de su visión de la televisión nacional en un contexto internacional, resaltando la importancia de los medios audiovisuales y electrónicos dentro del complejo panorama mundial que nos ha tocado vivir.

Hasta ese momento, Doyenart lo seguía atentamente, fumando, sentado a la mesa que le había tocado a los invitados por Tveo, cerca del estrado, de espaldas a Fasano.
En un determinado momento, se levantó en forma intempestiva y se acercó a hablar con uno de los camarógrafos de Tveo que estaban frente al escenario.
De allí, se dirigió hacia el “camión” de exteriores del canal que dirige, muy nervioso, esto fácilmente detectable por su paso agitado y los ademanes que hacía con la mano que sostenía el cigarrillo. La orden fue terminante: “Corten la transmisión”. Viniendo la orden directa del director de Tveo, era muy difícil oponerse y a la hora 22 y 22 Tveo dejó de transmitir. Por ser ” cabeza” de transmisión, el corte también perjudicó a SEÑAL 1. La pantalla quedó en negro y, en un primer momento, se pensó en un corte debido a algún fallo técnico. Pocos instantes después, SEÑAL 1 se vio obligada a colocar una placa fija. La comunicación entre el canal y el lugar de transmisión fue inmediata. “Censuraron a Fasano y esto se terminó, no retoman la transmisión”, fue el breve diálogo.
No estaba previsto un hecho de tales características, lo cual obligó a SEÑAL 1 a reponer al aire una repetición de los informativos, mientras se decidía cómo subsanar el inconveniente.

En la fiesta había una cámara de SEÑAL 1 que tenía como misión realizar notas con los triunfadores. Esa cámara al hombro, se conectó al camión de exteriores de TSU (Televisión Satelital Uruguay), el Up Link, que estaba subiendo la señal al satélite. Breves pero intensos momentos para la conexión técnica, que en momentos de tensión parecen horas. Sin embargo, diecisiete minutos después del corte unilateral e inconsulto de Tveo, la transmisión de emergencia ya estaba en el aire.
LaRed21, 14 de diciembre de 2001.